# Bildingenjör
Bildingenjör, vanligen förkortat bing, är ett yrke vars huvudsakliga uppgift består av att garantera TV-bildens tekniska kvalitet. Bildingenjören justerar tv-kamerornas kontrast, färgbalans och exponering så att bilden från olika kameror har samma karaktär. Den tekniska utrustningen som används kallas förkortat för CCU vilket står för Camera Control Unit och direkt översatt blir Kamerakontrollenhet.